# Lancer du disque aux Jeux olympiques
Pour un article plus général, voir Athlétisme aux Jeux olympiques.
Le lancer du disque masculin figure au programme des Jeux olympiques depuis la première édition, en 1896 à Athènes. Les femmes participent à cette épreuve depuis les Jeux de 1928, à Amsterdam.
Avec quatre médailles d'or, remportées consécutivement de 1956 à 1968, l'Américain Al Oerter est l'athlète masculin le plus titré dans cette épreuve. La Russe Nina Romashkova, l'Allemande Evelin Jahl et la Croate Sandra Perković détiennent quant à elles le record de victoires chez les femmes avec deux titres.
Les records olympiques de la discipline sont actuellement détenus par le Jamaïcain Rojé Stona auteur de 70,00 m en finale des Jeux olympiques de 2024, à Paris, et par l'Allemande Martina Hellmann, qui sous les couleurs de la RDA, établit la marque de 72,30 m lors des Jeux olympiques de 1988, à Séoul.

## Éditions
| Années | 96 | 00 | 04 | 08 | 12 | 20 | 24 | 28 | 32 | 36 | 48 | 52 | 56 | 60 | 64 | 68 | 72 | 76 | 80 | 84 | 88 | 92 | 96 | 00 | 04 | 08 | 12 | 16 | 20 | 24 | Total |
| ------ | -- | -- | -- | -- | -- | -- | -- | -- | -- | -- | -- | -- | -- | -- | -- | -- | -- | -- | -- | -- | -- | -- | -- | -- | -- | -- | -- | -- | -- | -- | ----- |
| Hommes | X  | X  | X  | X  | X  | X  | X  | X  | X  | X  | X  | X  | X  | X  | X  | X  | X  | X  | X  | X  | X  | X  | X  | X  | X  | X  | X  | X  | X  | X  | 30    |
| Femmes |    |    |    |    |    |    |    | X  | X  | X  | X  | X  | X  | X  | X  | X  | X  | X  | X  | X  | X  | X  | X  | X  | X  | X  | X  | X  | X  | X  | 23    |

## Hommes

### Historique

#### 1896-1912

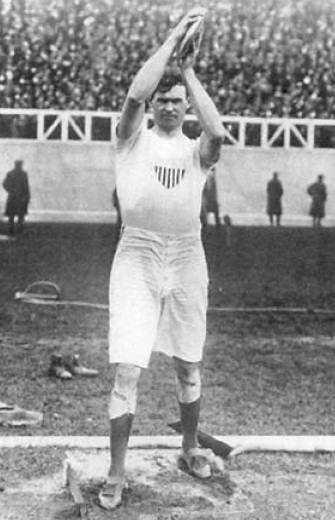
Martin Sheridan, champion olympique du lancer du disque en 1904 et 1908.

Le lancer du disque fait partie des douze épreuves d'athlétisme au programme des premiers Jeux olympiques de l'ère moderne disputés en 1896 au Stade panathénaïque d'Athènes. La victoire revient à l'Américain Robert Garrett, titré par ailleurs dans l'épreuve du lancer du poids et qui n'avait jamais tenu un disque entre ses mains avant d'arriver en Grèce, qui s'impose avec un lancer à 29,15 m, devant les Grecs Panayiótis Paraskevópoulos et Sotírios Versís.
Lors des Jeux olympiques de 1900, à Paris, le Hongrois Rudolf Bauer remporte le concours du lancer du disque avec la marque de 36,04 m, devançant le Bohémien František Janda-Suk et l'Américain Richard Sheldon. Les États-Unis se plaignent auprès des organisateurs d'avoir été gênés par les arbres qui enserrent, en plein bois de Boulogne, l'aire de lancer.
En 1904, aux Jeux olympiques de Saint-Louis, et en l'absence des meilleurs spécialistes européens qui n'ont pas fait le déplacement aux États-Unis, la victoire revient à l'Américain Martin Sheridan avec un lancer à 39,28 m, devant son compatriote Ralph Rose et le Grec Nikólaos Georgantás.
Martin Sheridan, qui est le premier athlète à atteindre la limite des 40 mètres au lancer du disque et qui a remporté les Jeux olympiques intercalaires de 1906, conserve son titre lors des Jeux olympiques de 1908 à Londres, avec un lancer à 40,89 m, devançant ses deux compatriotes Merritt Giffin et Marquis Horr . Lors de ces mêmes Jeux est organisée une seconde épreuve de lancer du disque, dite de style grec, pour laquelle les règles antiques doivent être respectées. Martin Sheridan remporte également ce concours.
Aux Jeux olympiques de 1912, à Stockholm, le Finlandais Armas Taipale s'adjuge le titre olympique avec un lancer à 45,21 m, devant les Américains Richard Byrd et James Duncan, le premier détenteur du record du monde. Une épreuve supplémentaire de lancer du disque est organisée lors de ces Jeux, le lancer du disque à deux mains, consistant à additionner les résultats obtenus par les athlètes à l'aide de leur bras droit et de leur bras gauche. Armas Taipale remporte également ce concours disputé pour la première et seule fois aux Jeux olympiques.

#### 1920-1936

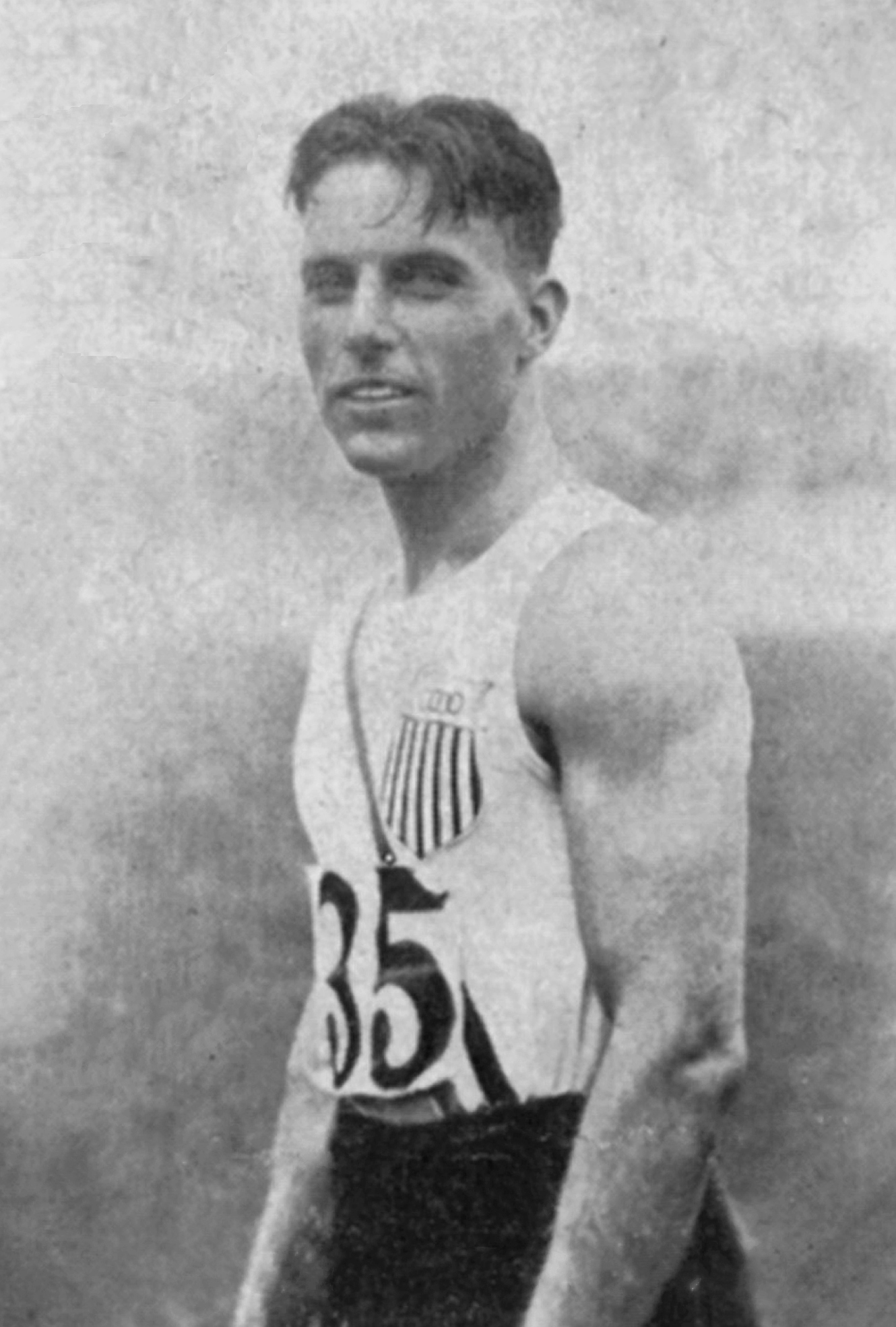
Clarence Houser, champion olympique en 1924 et 1928.

En 1920, lors des Jeux olympiques d'Anvers, le Finlandais Elmer Niklander s'impose avec la marque de 44,68 m et prend le meilleur sur son compatriote Armas Taipale et l'Américain Gus Pope. Depuis 1912, l'IAAF a définitivement fixé les règles du lancer du disque : poids de l'engin de 2 kg, diamètre de 220 mm et aire de lancer de 2,50 m de diamètre.
Lors des Jeux olympiques de 1924, à Paris, l'Américain Clarence Houser remporte la médaille d'or du lancer du disque après s'être également imposé au lancer du poids. Au disque, il réalise un lancer à 46,15 m et devance le Finlandais Vilho Niittymaa et son compatriote Thomas Lieb, qui établira quelques jours plus tard un nouveau record du monde.
Clarence Houser conserve de justesse son titre olympique à l'occasion des Jeux olympiques de 1928, à Amsterdam. Auteur de 47,32 m en qualifications, performance prise en compte lors de la finale, il ne devance que de 9 cm le Finlandais Antero Kivi et de 22 cm l'autre américain James Corson mais établit un nouveau record olympique.
En 1932, lors des Jeux olympiques de Los Angeles, le titre revient à l'Américain John Anderson qui bat le record olympique en effectuant un lancer à 49,49 m. Son compatriote Henri LaBorde se classe deuxième du concours avec 48,47 m, devançant les Français Paul Winter, médaillé de bronze avec 47,85 m et Jules Noël, quatrième. L'Américain Paul Jessup, détenteur du record du monde depuis 1930, termine 8e de la finale.
L'Américain Ken Carpenter remporte le titre des Jeux olympiques 1936, à Berlin, en améliorant le record olympique avec un lancer à 50,48 m. Son compatriote Gordon Dunn est médaillé d'argent avec 49,36 m et l'italien Giorgio Oberweger médaillé de bronze avec 49,23 m. Le Suédois Harald Andersson, champion d'Europe en titre et ancien détenteur du record mondial, est handicapé par une piqûre d'insecte à la main qui lui vaut d'être éliminé dès les qualifications.

#### 1948-1964

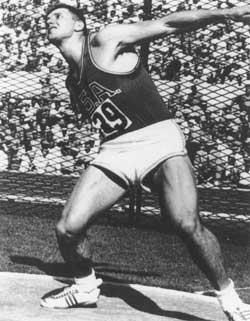
Al Oerter, champion olympique en 1956, 1960, 1964 et 1968.

Lors des Jeux olympiques de 1948, à Londres, le record olympique est amélioré à trois reprises : une première fois lors des qualifications par l'Italien Adolfo Consolini, champion d'Europe en 1946 et ancien détenteur du record du monde, avec la marque de 51,08 m, et les deux autres fois en finale par son compatriote Giuseppe Tosi avec 51,78 m, puis de nouveau par Adolfo Consolini qui effectue un lancer victorieux à 52,78 m à son deuxième essai. Giuseppe Tosi se classe deuxième du concours, devant l'Américain Fortune Gordien, médaillé de bronze avec 50,77 m.
En 1952, lors des Jeux olympiques d'Helsinki, l'Américain Sim Iness améliore le record olympique lors de ses trois premiers essais, réalisant successivement 53,47 m, 54,60 m et 55,03 m, cette dernière marque lui assurant le titre olympique. Sim Iness devance le champion olympique en titre Adolfo Consolini, deuxième avec 53,78 m, et l'autre américain James Dillion, troisième avec 53,28 m. Fortune Gordien, détenteur du record mondial depuis la saison 1949, ne se classe que 4e de la finale avec 52,66 m.
Quatre ans plus tard, à Melbourne lors des Jeux olympiques de 1956, l'Américain âgé de vingt ans Al Oerter s'adjuge le titre olympique avec la marque de 56,36 m qu'il réalise à son deuxième essai, améliorant son record personnel et établissant un nouveau record olympique. Deux autres Américains complètent le podium : Fortune Gordien, deuxième avec 54,81 m, et Desmond Koch, troisième avec 54,40 m. Adolfo Consolini, qui a décroché en 1954 son troisième titre européen consécutif, se classe 6e du concours.
Lors des Jeux olympiques de 1960 à Rome, Al Oerter conserve son titre olympique en s'imposant avec un lancer à 59,18 m, nouveau record olympique, établi à son cinquième essai. Il devance son compatriote Rink Babka, alors détenteur du record mondial et qui avait battu Oerter lors des sélections olympiques américaines quelques semaines plus tôt, deuxième avec 58,02 m, et l'autre américain Richard Cochran, troisième avec 57,16 m. Al Oerter devient le troisième athlète après Martin Sheridan et Clarence Houser à conserver son titre olympique.
En 1964, à l'occasion des Jeux olympiques de 1964, à Tokyo, Al Oerter devient le discobole le plus titré aux Jeux en remportant son troisième titre olympique d'affilée. Détenteur du record mondial depuis 1962, mais blessé quelques jours avant la finale en effectuant une séance de musculation, il s'impose avec un lancer à 61,00 m réalisé à son cinquième essai, améliorant de nouveau le record olympique. Le Tchécoslovaque Ludvík Daněk (60,52 m) et l'Américain Dave Weill (59,49 m) complètent le podium, l'autre américain Jay Silvester se classant 4e de l'épreuve.

#### 1968-1984

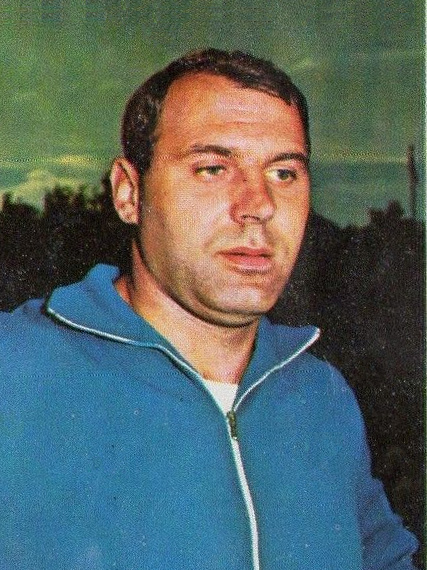
Ludvík Daněk, champion olympique en 1972.

Al Oerter remporte son quatrième titre olympique consécutif lors des Jeux olympiques de 1968, à Mexico devenant le premier athlète à obtenir quatre médailles d'or olympiques consécutivement dans la même épreuve individuelle. Lors des qualifications, Jay Silvester, nouveau détenteur du record du monde, réalise le meilleur lancer en établissant un nouveau record olympique avec 63,34 m. Le lendemain en finale, qui a commencé avec une heure de retard en raison d'un orage violent, Al Oerter réalise la marque de 64,78 m à son troisième essai en bat le record olympique de Jay Silvester. Il devance au terme des six lancers l'Allemand Lothar Milde (63,08 m) et Ludvík Daněk (62,92 m) qui obtient la médaille de bronze après l'argent en 1964. Jay Silvester ne se classe que 5e de l'épreuve avec 61,78 m.
En 1972, lors des Jeux olympiques de Munich, Ludvík Daněk, champion d'Europe en 1971, s'adjuge le titre olympique en établissant à sa sixième tentative la marque de 64,40 m alors qu'il se situait en quatrième position de l'épreuve avant son dernier essai. Il devance Jay Silvester, auteur de 63,50 m à son troisième essai, et le Suédois Ricky Bruch, détenteur du record du monde, qui remporte la médaille de bronze avec 63,40 m.
Le concours du lancer du disque des Jeux olympiques de 1976 est remporté par l'Américain Mac Wilkins, auteur de quatre records du monde consécutifs quelques semaines avant le début de la compétition. À Montréal, Mac Wilkins établit un nouveau record olympique dès les qualifications en réalisant la marque de 68,28 m. Le lendemain, il s'impose en finale avec un lancer à 67,50 m établi à son deuxième essai, devançant l'Est-allemand Wolfgang Schmidt (66,22 m) et l'autre américain John Powell (65,70 m).
Quatre ans plus tard, pour cause de boycottage des États-Unis aux Jeux olympiques de Moscou en 1980, Mac Wilkins ne peut défendre son titre. La victoire revient au Soviétique Viktor Rashchupkin qui s'impose avec la marque de 66,64 m réalisée à son quatrième essai, devant le Tchécoslovaque Imrich Bugár (66,38 m) et le Cubain Luis Delís dont le lancer à 66,32 m semble n'avoir pas été mesuré correctement par les juges alors que celui-ci se situait au-delà des 70 mètres. Wolfgang Schmidt, détenteur du record mondial depuis 1978 et champion d'Europe en titre, termine au pied du podium avec 65,64 m.
Lors des Jeux olympiques de 1984, à Los Angeles, et en l'absence des athlètes des pays du bloc de l'Est, dont le Soviétique Yuriy Dumchev, détenteur du record du monde depuis 1983, et Imrich Bugár, champion du monde en 1983, l'Allemand de l'Ouest Rolf Danneberg remporte le titre olympique avec un lancer à 66,60 m réussi à son quatrième essai. Il devance Mac Wilkins (66,30 m), champion olympique en 1976 et John Powell (65,46 m), qui obtient une nouvelle médaille de bronze dans cette épreuve.

#### 1988-2004

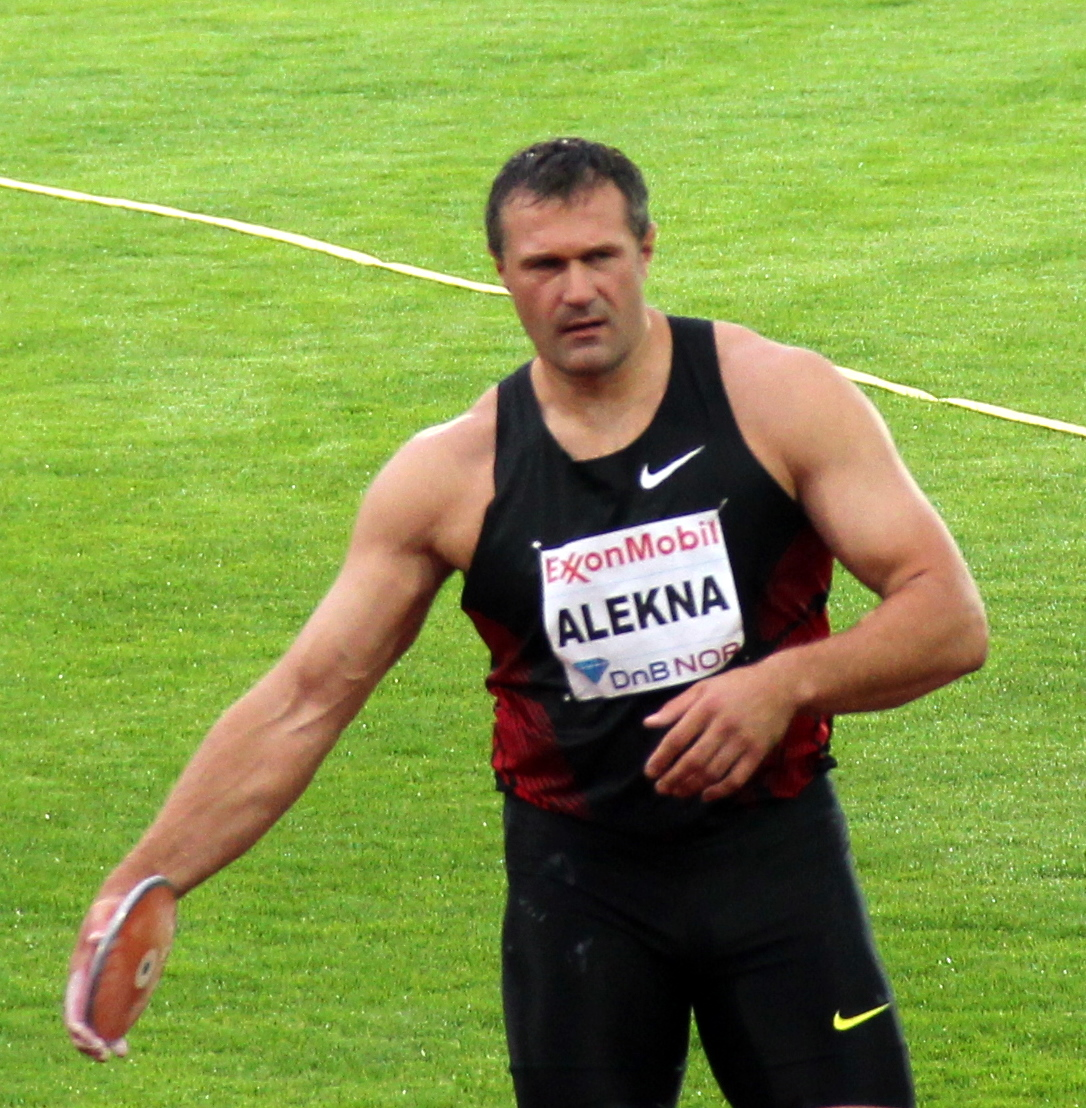
Virgilijus Alekna, champion olympique en 2000 et 2004 et ancien détenteur du record olympique.

L'Est-Allemand Jürgen Schult, détenteur du record du monde depuis 1986 et champion du monde un an plus tôt à Rome, remporte le titre des Jeux olympiques de 1988, à Séoul. Il établit un nouveau record olympique en finale en atteignant la marque de 68,82 m à son premier essai et en réalisant deux autres essais au-delà des 68 mètres, devançant le Soviétique Romas Ubartas, médaillé d'argent avec 67,48 m et le champion olympique en titre Rolf Danneberg, médaillé de bronze avec 67,38 m.
Quatre ans plus tard, à Barcelone lors des Jeux olympiques de 1992, Jürgen Schult est devancé de 18 cm par le Lituanien Romas Ubartas qui réalise un lancer victorieux à 65,12 m à son cinquième essai. Jürgen Schult se classe deuxième de l'épreuve, devant le Cubain Roberto Moya, médaillé de bronze avec 64,12 m. L'Allemand Lars Riedel, champion du monde en 1991, est éliminé dès les qualifications.
Le concours du lancer du disque des Jeux olympiques de 1996 est remporté par Lars Riedel, qui a obtenu en 1995 son troisième titre de champion du monde consécutif et a dominé la première partie de la saison avec 17 victoires en 21 compétitions. À Atlanta, l'Allemand bat le record olympique de Jürgen Schult avec un lancer à 69,40 m, réalisé à son cinquième essai, et devance sur le podium les deux Biélorusses Vladimir Dubrovshchik (66,60 m) et Vasiliy Kaptyukh (65,80 m).
En 2000, lors des  Jeux olympiques de Sydney, le Lituanien Virgilijus Alekna, invaincu lors de la saison pré-olympique, s'adjuge le titre en réalisant la marque de 69,30 m à son cinquième essai, devançant sur le podium le champion olympique en titre Lars Riedel (68,50 m) et le Sud-africain Frantz Kruger qui établit à cette occasion un nouveau record d'Afrique avec 68,19 m. L'Américain Anthony Washington, champion du monde l'année passée, se classe 12e et dernier de la finale.
Lors des Jeux olympiques de 2004, à Athènes, le Hongrois Róbert Fazekas établit le meilleur lancer de la finale avec 70,93 m, devançant le champion du monde et olympique en titre Virgilijus Alekna (69,89 m) et son compatriote Zoltán Kővágó (67,04 m). Mais, refusant de satisfaire au prélèvement d'un échantillon d’urine lors du contrôle antidopage, il est déchu de son titre au profit de Virgilijus Alekna qui remporte sa deuxième médaille d'or olympique consécutive, devenant ainsi le quatrième discobole après Martin Sheridan, Clarence Houser et Al Oerter à s'imposer à deux reprises au moins en finale des Jeux olympiques. Zoltán Kővágó est médaillé d'argent et l'Estonien Aleksander Tammert médaillé de bronze (66,66 m). La performance de 69,89 m d'Alekna constitue un nouveau record olympique.

#### Depuis 2008

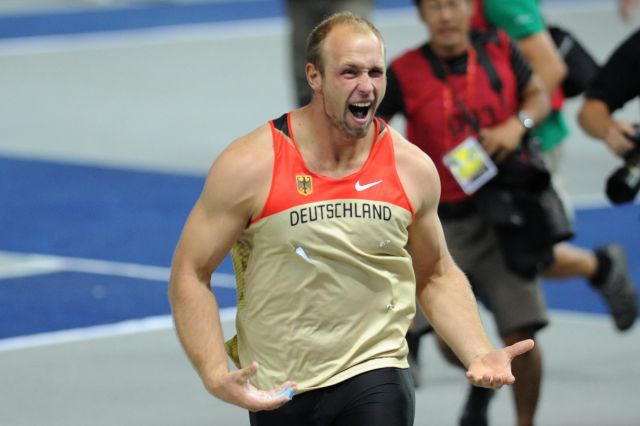
Robert Harting, champion olympique en 2012.

L'Estonien Gerd Kanter, qui faisait partie des favoris à la victoire finale après son titre de champion du monde obtenu en 2007, s'adjuge le titre des Jeux olympiques de 2008, à Pékin. il s'impose grâce à un lancer à 68,82 m établi à sa quatrième tentative et devance le Polonais Piotr Małachowski, deuxième avec 67,82 m, et le double champion olympique en titre Virgilijus Alekna, troisième avec 67,79 m.
Le concours du lancer du disque des Jeux olympiques de 2012, à Londres, est remporté par l'Allemand Robert Harting, champion du monde en 2009 et 2011, qui réalise un lancer à 68,27 m à son cinquième essai. Il précède L'Iranien Ehsan Hadadi, auteur d'un jet à 68,18 m à son premier essai, et le champion olympique en titre Gerd Kanter qui obtient la médaille de bronze avec 68,03 m. Virgilijus Alekna termine au pied du podium avec 67,58 m.
Quatre ans plus tard, lors des Jeux olympiques de 2016, à Rio de Janeiro, Christoph Harting succède au palmarès à son frère ainé Robert Harting, éliminé dès les qualifications. Devancé pendant tout le concours par le champion du monde en titre Piotr Małachowski qui réalise deux jets au-delà des 67 mètres, Christoph Harting établit la meilleure marque de sa carrière et la meilleure performance mondiale de l'année à son sixième et dernier essai avec 68,37 m. Piotr Małachowski est médaillé d'argent avec 67,55 m, comme à Pékin en 2008, et l'autre Allemand Daniel Jasinski est médaillé de bronze avec 67,05 m.
La domination des frères Harting prend fin à Tokyo en 2021, Robert ayant pris sa retraite en 2018 et Christoph étant absent pour cause de blessure. La victoire revient sans surprise au champion du monde en titre Daniel Stahl, auteur de 68,90 m à son deuxième essai, qui devient le premier Suédois à gagner l'or olympique dans cette épreuve. Il devance sur le podium son compatriote Simon Pettersson (67,39 m) et l'Autrichien Lukas Weisshaidinger (67,07 m), lequel devient le premier Autrichien médaillé dans cette discipline.

### Palmarès
| Édition | Or                               | Argent                                   | Bronze                             |
| ------- | -------------------------------- | ---------------------------------------- | ---------------------------------- |
| 1896    | Robert Garrett (USA) 29,15 m     | Panayiótis Paraskevópoulos (GRE) 28,95 m | Sotírios Versís (GRE) 28,78 m      |
| 1900    | Rudolf Bauer (HUN) 36,04 m       | František Janda-Suk (BOH) 35,25 m        | Richard Sheldon (USA) 34,60 m      |
| 1904    | Martin Sheridan (USA) 39,28 m    | Ralph Rose (USA) 39,28 m                 | Nikólaos Georgantás (GRE) 37,68 m  |
| 1908    | Martin Sheridan (USA) 40,89 m    | Merritt Giffin (USA) 40,71 m             | Marquis Horr (USA) 39,44 m         |
| 1912    | Armas Taipale (FIN) 45,21 m      | Richard Byrd (USA) 42,32 m               | James Duncan (USA) 42,28 m         |
| 1920    | Elmer Niklander (FIN) 44,68 m    | Armas Taipale (FIN) 44,19 m              | Gus Pope (USA) 42,13 m             |
| 1924    | Clarence Houser (USA) 46,15 m    | Vilho Niittymaa (FIN) 44,95 m            | Thomas Lieb (USA) 44,83 m          |
| 1928    | Clarence Houser (USA) 47,32 m    | Antero Kivi (FIN) 47,23 m                | James Corson (USA) 47,10 m         |
| 1932    | John Anderson (USA) 49,49 m      | Henri LaBorde (USA) 48,47 m              | Paul Winter (FRA) 47,85 m          |
| 1936    | Ken Carpenter (USA) 50,48 m      | Gordon Dunn (USA) 49,36 m                | Giorgio Oberweger (ITA) 49,23 m    |
| 1948    | Adolfo Consolini (ITA) 52,78 m   | Giuseppe Tosi (ITA) 51,78 m              | Fortune Gordien (USA) 50,77 m      |
| 1952    | Sim Iness (USA) 55,03 m          | Adolfo Consolini (ITA) 53,78 m           | James Dillion (USA) 53,28 m        |
| 1956    | Al Oerter (USA) 56,36 m          | Fortune Gordien (USA) 54,81 m            | Desmond Koch (USA) 54,40 m         |
| 1960    | Al Oerter (USA) 59,18 m          | Rink Babka (USA) 58,02 m                 | Richard Cochran (USA) 57,16 m      |
| 1964    | Al Oerter (USA) 61,00 m          | Ludvík Daněk (TCH) 60,52 m               | Dave Weill (USA) 59,49 m           |
| 1968    | Al Oerter (USA) 64,78 m          | Lothar Milde (GDR) 63,08 m               | Ludvík Daněk (TCH) 62,92 m         |
| 1972    | Ludvík Daněk (TCH) 64,40 m       | Jay Silvester (USA) 63,50 m              | Ricky Bruch (SWE) 63,40 m          |
| 1976    | Mac Wilkins (USA) 67,50 m        | Wolfgang Schmidt (GDR) 66,22 m           | John Powell (USA) 65,70 m          |
| 1980    | Viktor Rashchupkin (URS) 66,64 m | Imrich Bugár (TCH) 66,38 m               | Luis Delís (CUB) 66,32 m           |
| 1984    | Rolf Danneberg (FRG) 66,60 m     | Mac Wilkins (USA) 66,30 m                | John Powell (USA) 65,46 m          |
| 1988    | Jürgen Schult (GDR) 68,82 m      | Romas Ubartas (URS) 67,48 m              | Rolf Danneberg (FRG) 67,38 m       |
| 1992    | Romas Ubartas (LTU) 65,12 m      | Jürgen Schult (GER) 64,94 m              | Roberto Moya (CUB) 64,12 m         |
| 1996    | Lars Riedel (GER) 69,40 m        | Vladimir Dubrovshchik (BLR) 66,60 m      | Vasiliy Kaptyukh (BLR) 65,80 m     |
| 2000    | Virgilijus Alekna (LTU) 69,30 m  | Lars Riedel (GER) 68,50 m                | Frantz Kruger (RSA) 68,19 m        |
| 2004    | Virgilijus Alekna (LTU) 69,89 m  | Zoltán Kővágó (HUN) 67,04 m              | Aleksander Tammert (EST) 66,66 m   |
| 2008    | Gerd Kanter (EST) 68,82 m        | Piotr Małachowski (POL) 67,82 m          | Virgilijus Alekna (LTU) 67,79 m    |
| 2012    | Robert Harting (GER) 68,27 m     | Ehsan Hadadi (IRI) 68,18 m               | Gerd Kanter (EST) 68,03 m          |
| 2016    | Christoph Harting (GER) 68,37 m  | Piotr Małachowski (POL) 67,55 m          | Daniel Jasinski (GER) 67,05 m      |
| 2020    | Daniel Ståhl (SWE) 68,90 m       | Simon Pettersson (SWE) 67,39 m           | Lukas Weisshaidinger (AUT) 67,07 m |
| 2024    | Rojé Stona (JAM) 70,00 m         | Mykolas Alekna (LTU) 69,97 m             | Matthew Denny (AUS) 69,31 m        |

### Multiples médaillés
| Rang | Athlète           | Pays                 | Période   | Or | Argent | Bronze | Total |
| ---- | ----------------- | -------------------- | --------- | -- | ------ | ------ | ----- |
| 1    | Al Oerter         | États-Unis           | 1956–1968 | 4  | 0      | 0      | 4     |
| 2    | Virgilijus Alekna | Lituanie             | 2000–2008 | 2  | 0      | 1      | 3     |
| 3    | Martin Sheridan   | États-Unis           | 1904–1908 | 2  | 0      | 0      | 2     |
| 3    | Clarence Houser   | États-Unis           | 1924–1928 | 2  | 0      | 0      | 2     |
| 5    | Ludvík Daněk      | Tchécoslovaquie      | 1964–1972 | 1  | 1      | 1      | 3     |
| 6    | Armas Taipale     | Finlande             | 1912–1920 | 1  | 1      | 0      | 2     |
| 6    | Adolfo Consolini  | Italie               | 1948–1952 | 1  | 1      | 0      | 2     |
| 6    | Mac Wilkins       | États-Unis           | 1976–1984 | 1  | 1      | 0      | 2     |
| 6    | Jürgen Schult     | Allemagne            | 1988–1992 | 1  | 1      | 0      | 2     |
| 6    | Romas Ubartas     | Lituanie             | 1988–1992 | 1  | 1      | 0      | 2     |
| 6    | Lars Riedel       | Allemagne            | 1996–2000 | 1  | 1      | 0      | 2     |
| 12   | Rolf Danneberg    | Allemagne de l'Ouest | 1984–1988 | 1  | 0      | 1      | 2     |
| 12   | Gerd Kanter       | Estonie              | 2008–2012 | 1  | 0      | 1      | 2     |
| 14   | Piotr Małachowski | Pologne              | 2008–2016 | 0  | 2      | 0      | 2     |
| 15   | Fortune Gordien   | États-Unis           | 1948–1956 | 0  | 1      | 1      | 2     |

### Record olympique
| Marque  | Athlète           | Lieu        | Date             |
| ------- | ----------------- | ----------- | ---------------- |
| 29,15 m | Robert Garrett    | Athènes     | 6 avril 1896     |
| 36,04 m | Rudolf Bauer      | Paris       | 15 juillet 1900  |
| 39,28 m | Ralph Rose        | Saint-Louis | 3 septembre 1904 |
| 39,28 m | Martin Sheridan   | Saint-Louis | 3 septembre 1904 |
| 40,71 m | Merritt Giffin    | Londres     | 16 juillet 1908  |
| 40,89 m | Martin Sheridan   | Londres     | 16 juillet 1908  |
| 43,91 m | Armas Taipale     | Stockholm   | 12 juillet 1912  |
| 44,34 m | Armas Taipale     | Stockholm   | 12 juillet 1912  |
| 45,21 m | Armas Taipale     | Stockholm   | 12 juillet 1912  |
| 46,15 m | Clarence Houser   | Paris       | 13 juillet 1924  |
| 47,00 m | James Corson      | Amsterdam   | 1er août 1928    |
| 47,32 m | Clarence Houser   | Amsterdam   | 1er août 1928    |
| 47,87 m | John Anderson     | Los Angeles | 3 août 1932      |
| 48,23 m | Henri LaBorde     | Los Angeles | 3 août 1932      |
| 48,86 m | John Anderson     | Los Angeles | 3 août 1932      |
| 49,39 m | John Anderson     | Los Angeles | 3 août 1932      |
| 49,49 m | John Anderson     | Los Angeles | 3 août 1932      |
| 50,48 m | Ken Carpenter     | Berlin      | 5 août 1936      |
| 51,08 m | Adolfo Consolini  | Londres     | 2 août, 1948     |
| 51,78 m | Giuseppe Tosi     | Londres     | 2 août 1948      |
| 52,78 m | Adolfo Consolini  | Londres     | 2 août 1948      |
| 53,47 m | Sim Iness         | Helsinki    | 22 juillet 1952  |
| 54,60 m | Sim Iness         | Helsinki    | 22 juillet 1952  |
| 55,03 m | Sim Iness         | Helsinki    | 22 juillet 1952  |
| 56,36 m | Al Oerter         | Melbourne   | 27 novembre 1956 |
| 58,43 m | Al Oerter         | Rome        | 6 septembre 1960 |
| 59,18 m | Al Oerter         | Rome        | 7 septembre 1960 |
| 60,54 m | Al Oerter         | Tokyo       | 15 octobre 1964  |
| 61,00 m | Al Oerter         | Tokyo       | 15 octobre 1964  |
| 63,34 m | Jay Silvester     | Mexico      | 14 octobre 1968  |
| 64,78 m | Al Oerter         | Mexico      | 15 octobre 1968  |
| 68,28 m | Mac Wilkins       | Montréal    | 24 juillet 1976  |
| 68,82 m | Jürgen Schult     | Séoul       | 1er octobre 1988 |
| 69,40 m | Lars Riedel       | Atlanta     | 31 juillet 1996  |
| 69,89 m | Virgilijus Alekna | Athènes     | 23 août 2004     |
| 69,97 m | Mykolas Alekna    | Paris       | 7 août 2024      |
| 70,00 m | Rojé Stona        | Paris       | 7 août 2024      |

## Femmes

### Historique

#### 1928-1936

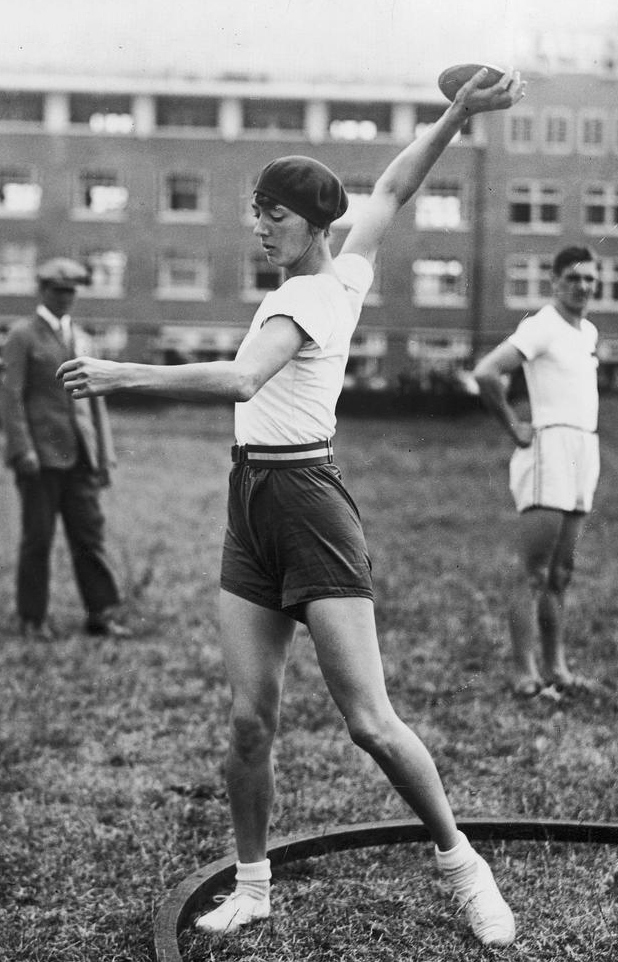
Halina Konopacka, première championne olympique féminine du lancer du disque, en 1928 à Amsterdam.

Le lancer du disque fait partie des cinq épreuves féminines d'athlétisme qui font leur apparition au programme olympique en 1928 avec le 100 mètres, le 800 m, le relais 4 × 100 mètres et le saut en hauteur. Six athlètes participent à la finale des Jeux olympiques d'Amsterdam. La Polonaise Halina Konopacka remporte le concours en améliorant son propre record du monde avec la marque de 39,62 m. L'Américaine Lillian Copeland, spécialiste également du lancer du poids et du lancer du javelot, se classe deuxième du concours avec 37,08 m, devant la Suédoise Ruth Svedberg (35,92 m).
Lors des Jeux olympiques de 1932 à Los Angeles, l'Américaine Ruth Osburn prend tout d'abord la tête du concours après avoir établi un nouveau record olympique avec 40,12 m, mais cette performance est améliorée par Lillian Copeland qui remporte le titre olympique avec la marque de 40,58 m, quatre ans après avoir remporté l'argent à Amsterdam. La Polonaise Jadwiga Wajs, auteure de trois records du monde quelques semaines avant le début de la compétition, obtient la médaille de bronze avec 38,74 m alors que sa compatriote Stanisława Walasiewicz, championne olympique du 100 m quelques jours plus tôt, se hisse au sixième rang.
L'Allemande Gisela Mauermayer est la grande favorite du concours du lancer du disque des Jeux olympiques de 1936 qui se déroulent chez elle, à Berlin. Mauermayer, qui a établi six records du monde en 1935 et 1936, et qui a porté celui-ci à 48,31 m, remporte le titre en réalisant dès son premier essai la marque de 47,63 m, nouveau record olympique. Jadwiga Wajs, créditée de 46,22 m, remporte la médaille d'argent après le bronze de 1932, alors que l'autre allemande Paula Mollenhauer prend la troisième place avec 39,80 m. Lillian Copeland, la championne olympique en titre, décide ne pas participer à ces Jeux.

#### 1948-1964

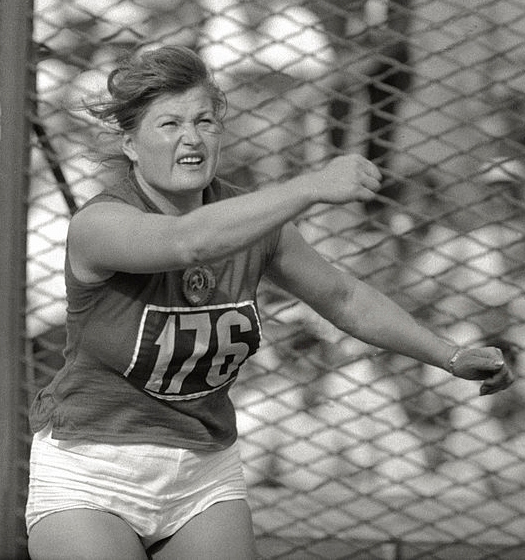
Nina Romashkova, championne olympique en 1952 et 1960.

En l'absence de la meilleure spécialiste de la discipline, Nina Dumbadze, dont son pays l'Union soviétique n'est pas affilié au mouvement olympique, le titre des Jeux olympiques de 1948 est remporté par la Française Micheline Ostermeyer qui réalise un lancer à 41,92 m. L'Italienne Edera Cordiale se classe deuxième du concours avec 41,17 m, devant une autre Française Jacqueline Mazéas, créditée d'un jet à 40,47 m. Jadwiga Wajs, seize ans après sa médaille olympique obtenue à Los Angeles, participe de nouveau à une finale olympique et termine au pied du podium.
Aux Jeux olympiques d'Helsinki en 1952, trois athlètes d'Union soviétique se hissent sur les trois marches du podium. Nina Romashkova remporte la médaille d'or en établissant un nouveau record olympique avec 51,42 m et devance Yelisaveta Bagryantseva, médaillée d'argent avec 47,08 m. Nina Dumbadze, championne d'Europe en 1946 et 1950, prend la troisième place avec 46,29 m.
La Tchécoslovaque Olga Fikotová s'impose lors des Jeux olympiques de 1956 en établissant un nouveau record olympique à son cinquième essai avec 53,69 m. la Soviétique Irina Beglyakova s'adjuge la médaille d'argent avec 52,54 m et devance la tenante du titre Nina Romashkova, médaillée de bronze avec 52,02 m. Olga Fikotová participera à quatre autres Jeux olympiques mais sous les couleurs des États-Unis, ayant épousée le lanceur de marteau américain Hal Connolly.
Nina Romashkova prend sa revanche lors des Jeux olympiques de 1960 à Rome en s'adjugeant son deuxième titre olympique après 1952 (sa troisième médaille consécutive) avec un lancer à 55,10 m (nouveau record olympique) réalisé à son cinquième essai. Sa compatriote Tamara Press, championne d'Europe en 1958, et titrée quelques jours plus tôt dans l'épreuve du lancer du poids, remporte la médaille d'argent avec 52,59 m. La Roumaine Lia Manoliu complète le podium avec 52,36 m. La tenante du titre Olga Fikotová se classe 7e de l'épreuve.
Tamara Press, qui domine désormais la discipline sur le plan international après avoir remporté un nouveau titre européen en 1962, et amélioré à plusieurs reprises le record du monde, est sacrée championne olympique en 1964 à Tokyo en portant le record olympique à 57,27 m, marque réalisée à son cinquième essai. Tamara Press obtient également l'or au lancer du poids. Ingrid Lotz, qui concourt pour l'Équipe unifiée d’Allemagne, remporte la médaille d'argent avec 57,21 m et devance Lia Manoliu qui obtient sa deuxième médaille de bronze consécutive. Nina Romashkova et Olga Fikotová sont éliminées dès les qualifications.

#### 1968-1984

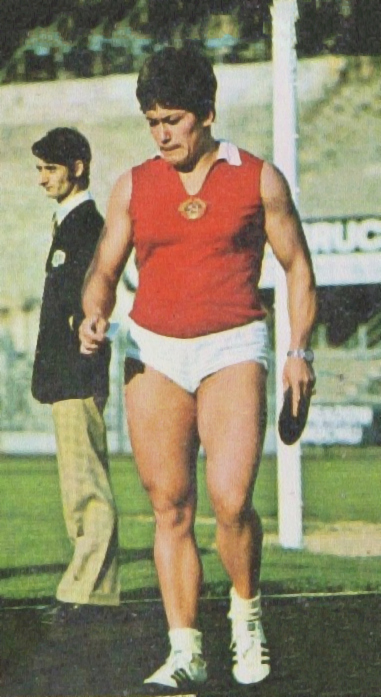
Faïna Melnyk, championne olympique en 1972.

Le lancer du disque aux Jeux de Mexico en 1968 est remporté par Lia Manoliu qui obtient la consécration pour ses cinquièmes Jeux olympiques après avoir remporté deux médailles de bronze en 1960 et 1964. Elle établit la marque de 58,28 m à son premier essai et améliore le record olympique. Elle devance sur le podium l'Est-allemande Liesel Westermann, alors détentrice du record du monde, qui atteint la marque de 57,76 m, et la Hongroise Jolán Kleiber (54,90 m).
La Soviétique Faïna Melnyk est la grande favorite des Jeux olympiques de 1972 qui se déroulent à Munich, un an après son sacre aux championnats d'Europe et quelques jours après avoir porté le record du monde à 66,76 m. Dès les qualifications, la Roumaine Argentina Menis bat le record olympique avec 61,58 m. En finale, ce record est amélioré à quatre reprises : par la Soviétique Tamara Danilova à son premier essai (62,64 m), par Argentina Menis à son premier et quatrième essai (64,28 m et 65,06 m), puis enfin par Faïna Melnyk qui réalise 66,62 m à son cinquième essai. Argentina Menis est médaillée d'argent, devant la Bulgare Vasilka Stoeva qui parvient finalement à devancer Tamara Danilova pour la médaille de bronze. La tenante du titre Lia Manoliu se classe 9e de la finale.
Quatre ans plus tard, lors des Jeux olympiques de 1976 à Montréal, l'Est-allemande Gabriele Hinzmann établit un nouveau record olympique en atteignant la marque de 66,68 m à son premier essai, mais voit ce record olympique amélioré par sa compatriote Evelin Schlaak qui réalise 69,00 m, toujours lors de la première rotation. Elle remporte son premier titre olympique devant la Bulgare Maria Vergova, médaillée d'argent avec 67,30 m et Gabriele Hinzmann, médaillée de bronze avec 66,84 m. La tenante du titre Faïna Melnyk, devenue en 1975 la première femme a franchir la barrière des 70 mètres, ne termine que quatrième du concours avec 66,40 m.
Evelin Jahl remporte un second titre olympique à l'occasion des Jeux olympiques de 1980, devenant la deuxième athlète féminine après Nina Romashkova à réaliser cet exploit. Championne d'Europe en 1978, et ancienne détentrice du record du monde, elle s'impose à Moscou avec une marque de 69,96 m, signant un nouveau record olympique. Maria Vergova obtient sa deuxième médaille d'argent consécutive grâce à un lancer à 67,9 m et devance la Soviétique Tatyana Lesovaya, troisième avec 67,40 m.
En l'absence des meilleures spécialistes des pays du bloc soviétique pour cause de boycott, parmi lesquelles figurent notamment la Soviétique Galina Savinkova, détentrice du record du monde, ou encore l'Est-allemande Martina Hellmann, championne du monde en 1983, la finale des Jeux olympiques de 1984 à Los Angeles est remporté par la Néerlandaise Ria Stalman qui réalise un jet victorieux de 65,36 m à son sixième et dernier essai. L'Américaine Leslie Deniz, qui avait pris la tête du concours après son cinquième essai, décroche finalement la médaille d'argent et devance la Roumaine Florența Crăciunescu (63,64 m).

#### 1988-2004

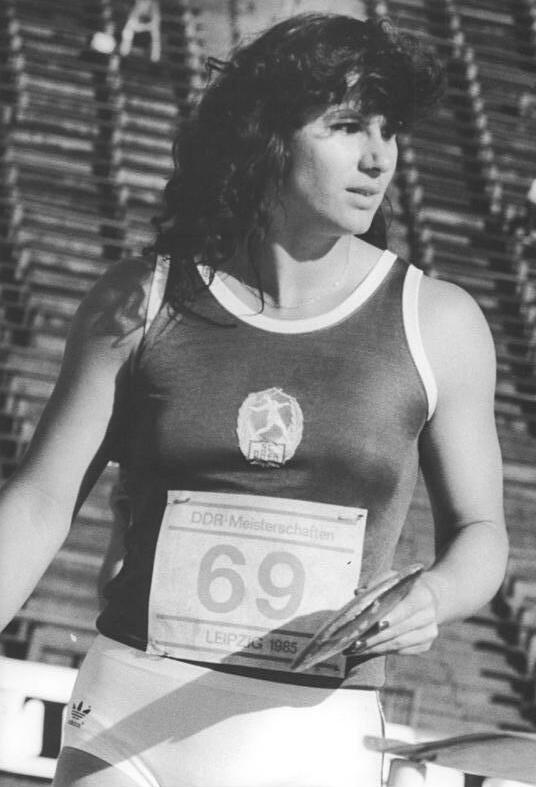
Martina Hellmann, championne olympique en 1988 et actuelle détentrice du record olympique.

Championne du monde pour la deuxième fois en 1987, Martina Hellmann est sacrée championne olympique du lancer du disque en 1988 à Séoul. Lors de la finale, elle établit tout d'abord un nouveau record olympique à son premier essai avec 71,84 m, puis améliore cette marque à son quatrième essai en réalisant un jet à 72,30 m. L'autre athlète est-allemande Diana Gansky se classe deuxième avec la marque de 71,88 m qu'elle établit à son sixième et dernier essai, devançant la Bulgare Tsvetanka Hristova, médaillée de bronze avec 69,74 m. La troisième est-allemande Gabriele Reinsch, qui a porté le record du monde à 76,80 m quelques semaines avant le début des Jeux (record du monde toujours en vigueur aujourd'hui), ne se classe que 7e de la finale avec 67,26 m.
Quatre ans plus tard, aux Jeux olympiques de Barcelone, la Cubaine Maritza Martén créée la surprise en remportant la médaille d'or après avoir réalisé 70,06 m à son quatrième essai. Tsvetanka Hristova, qui figurait parmi les favorites après son titre de championne du monde obtenu en 1991, ne termine que deuxième avec 67,78 m, devant l'Australienne Daniela Costian (66,24 m).
En 1996, lors des Jeux olympiques d'Atlanta, l'Allemande Ilke Wyludda, auréolée de deux titres de championne d'Europe en 1990 et 1994, s'adjuge le titre olympique en atteignant la marque de 69,66 m à son deuxième essai. La Russe Natalya Sadova se classe deuxième avec 66,48 m, la Biélorusse Elina Zverava, championne du monde en 1995, obtenant la médaille de bronze avec 65,64 m.
Elina Zverava s'impose lors des Jeux olympiques de 2000, à Sydney, en réalisant sa meilleure marque à son troisième essai avec 68,40 m, son meilleur lancer de la saison. Elle devance sur le podium la Grecque Anastasía Kelesídou, deuxième avec 65,71 m, et la Biélorusse Irina Yatchenko, troisième avec 65,20 m. Natalya Sadova termine au pied du podium alors que l'Allemande Franka Dietzsch, championne du monde un an auparavant à Séville, ne prend que 6e place.
La finale des Jeux olympiques de 2004, à Athènes, est remportée par Natalya Sadova qui obtient la consécration olympique après sa médaille d'argent obtenue en 1996. Créditée d'un meilleur jet à 67,02 m, réalisé à son cinquième essai, Sadova devance Anastasía Kelesídou (66,68 m) et Irina Yatchenko (66,17 m). Mais, en décembre 2012, la médaille de bronze de Yatchenko lui est retirée par le Comité international olympique pour cause de dopage. La Tchèque Věra Pospíšilová-Cechlová, initialement 4e, récupère par conséquent la médaille de bronze vacante.

#### Depuis 2008

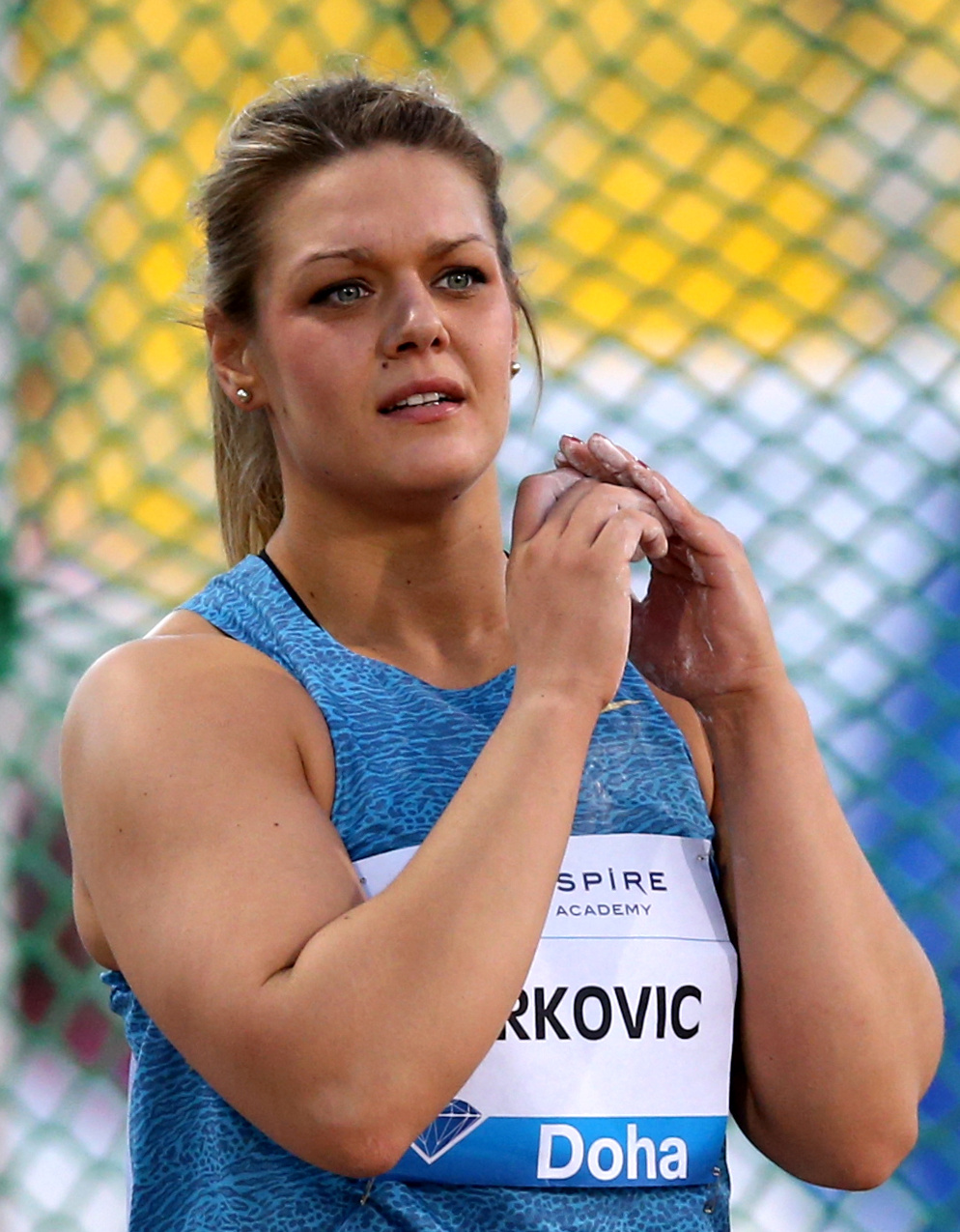
Sandra Perković, championne olympique en 2012 et 2016.

Aux Jeux Olympiques de 2008 à Pékin, l'Américaine Stephanie Brown-Trafton crée la surprise en remportant l'or olympique avec un lancer à 64,74 m, devenant la première Américaine titrée dans cette discipline aux JO depuis Lillian Copeland en 1932. Elle devance sur le podium la Cubaine Yarelys Barrios (63,64 m) et l'Ukrainienne Olena Antonova (62,59 m). Cependant, en septembre 2016, Yarelys Barrios se voit retirer sa médaille d'argent à la suite de la réanalyse de ses échantillons sanguins, qui révèlent la présence d'une substance interdite, l'acétozolamide. La médaille d'argent est donc réattribuée rétroactivement à Olena Antonova et la médaille de bronze à la Chinoise Song Aimin.
Quatre ans plus tard à Londres, la Croate Sandra Perkovic, double championne d'Europe en titre, est sacrée championne olympique du disque avec un jet à 69,11 m, nouveau record national. Elle devance sur le podium la Russe Darya Pishchalnikova (67,56 m) et la Chinoise Li Yanfeng (67,22 m). En décembre 2012, Pishchalnikova est suspendue à la suite d'un test antidopage positif datant de mai 2012. En avril 2013, elle est disqualifiée de tous ces résultats depuis 2011 et est suspendue pendant 10 ans, redistribuant ainsi l'argent à Li Yanfeng et le bronze à la Cubaine Yarelys Barrios (66,38 m).
À Rio de Janeiro en 2016, Sandra Perković décroche son deuxième titre olympique consécutif avec un lancer à 69,21 m, son seul essai mesuré du concours puisqu'elle manque ses cinq autres essais. La Croate devient ainsi la première lanceuse de disque à conserver son titre olympique depuis Evelin Jahl, vainqueure en 1976 et 1980. Le podium est complété par la Française Mélina Robert-Michon, qui bat son propre record national (66,73 m) pour s'adjuger à 37 ans la médaille d'argent (sa première médaille olympique à sa cinquième olympiade), et par la Cubaine Denia Caballero, qui remporte le bronze avec 65,34 m.
Lors des Jeux de Tokyo en 2021, l'Américaine Valarie Allman met fin à la domination de Sandra Perković en remportant la médaille d'or avec un lancer à 68,98 m réalisé dès son premier essai. Allman devance sur le podium l'Allemande Kristin Pudenz, deuxième avec 66,86 m (nouveau record personnel), et la championne du monde en titre cubaine Yaimé Pérez, troisième avec 65,72 m. Sandra Perković échoue au pied du podium avec 65,01 m, au terme d'un concours qui aura été interrompu plus de 30 minutes à cause de la pluie.

### Palmarès
| Édition | Or                                    | Argent                                | Bronze                                  |
| ------- | ------------------------------------- | ------------------------------------- | --------------------------------------- |
| 1928    | Halina Konopacka (POL) 39,62 m        | Lillian Copeland (USA) 37,08 m        | Ruth Svedberg (SWE) 35,92 m             |
| 1932    | Lillian Copeland (USA) 40,58 m        | Ruth Osburn (USA) 40,12 m             | Jadwiga Wajs (POL) 38,74 m              |
| 1936    | Gisela Mauermayer (GER) 47,63 m       | Jadwiga Wajs (POL) 46,22 m            | Paula Mollenhauer (GER) 39,80 m         |
| 1948    | Micheline Ostermeyer (FRA) 41,92 m    | Edera Cordiale (ITA) 41,17 m          | Jacqueline Mazéas (FRA) 40,47 m         |
| 1952    | Nina Romashkova (URS) 51,42 m         | Yelisaveta Bagryantseva (URS) 47,08 m | Nina Dumbadze (URS) 46,29 m             |
| 1956    | Olga Fikotová (TCH) 53,69 m           | Irina Beglyakova (URS) 52,54 m        | Nina Romashkova (URS) 52,02 m           |
| 1960    | Nina Romashkova (URS) 55,10 m         | Tamara Press (URS) 52,59 m            | Lia Manoliu (ROU) 52,36 m               |
| 1964    | Tamara Press (URS) 57,27 m            | Ingrid Lotz (EUA) 57,21 m             | Lia Manoliu (ROU) 56,97 m               |
| 1968    | Lia Manoliu (ROU) 58,28 m             | Liesel Westermann (FRG) 57,76 m       | Jolán Kleiber (HUN) 54,90 m             |
| 1972    | Faïna Melnyk (URS) 66,62 m            | Argentina Menis (ROU) 65,06 m         | Vasilka Stoeva (BUL) 64,34 m            |
| 1976    | Evelin Schlaak (GDR) 69,00 m          | Maria Vergova (BUL) 67,30 m           | Gabriele Hinzmann (GDR) 66,84 m         |
| 1980    | Evelin Jahl (GDR) 69,96 m             | Maria Vergova-Petkova (BUL) 67,90 m   | Tatyana Lesovaya (URS) 67,40 m          |
| 1984    | Ria Stalman (NED) 65,36 m             | Leslie Deniz (USA) 64,86 m            | Florența Crăciunescu (ROU) 63,64 m      |
| 1988    | Martina Hellmann (GDR) 72,30 m        | Diana Gansky (GDR) 71,88 m            | Tsvetanka Hristova (BUL) 69,74 m        |
| 1992    | Maritza Martén (CUB) 70,06 m          | Tsvetanka Hristova (BUL) 67,78 m      | Daniela Costian (AUS) 66,24 m           |
| 1996    | Ilke Wyludda (GER) 69,66 m            | Natalya Sadova (RUS) 66,48 m          | Ellina Zvereva (BLR) 65,64 m            |
| 2000    | Ellina Zvereva (BLR) 68,40 m          | Anastasía Kelesídou (GRE) 65,71 m     | Iryna Yatchenko (BLR) 65,20 m           |
| 2004    | Natalya Sadova (RUS) 67,02 m          | Anastasía Kelesídou (GRE) 66,68 m     | Věra Pospíšilová-Cechlová (CZE) 66,08 m |
| 2008    | Stephanie Brown Trafton (USA) 64,24 m | Olena Antonova (UKR) 62,59 m          | Song Aimin (CHN) 62,20 m                |
| 2012    | Sandra Perković (CRO) 69,11 m         | Li Yanfeng (CHN) 67,22 m              | Yarelys Barrios (CUB) 66,38 m           |
| 2016    | Sandra Perković (CRO) 69,21 m         | Mélina Robert-Michon (FRA) 66,73 m    | Denia Caballero (CUB) 65,34 m           |
| 2020    | Valarie Allman (USA) 68,98 m          | Kristin Pudenz (GER) 66,86 m          | Yaimé Pérez (CUB) 65,72 m               |
| 2024    | Valarie Allman (USA) 69,50 m          | Feng Bin (CHN) 67,51 m                | Sandra Perković (CRO) 67,51 m           |

### Multiples médaillées
| Rang | Athlète             | Pays               | Période   | Or | Argent | Bronze | Total |
| ---- | ------------------- | ------------------ | --------- | -- | ------ | ------ | ----- |
| 1    | Nina Romashkova     | Union soviétique   | 1952–1960 | 2  | 0      | 1      | 3     |
| 1    | Sandra Perković     | Croatie            | 2012–2024 | 2  | 0      | 1      | 3     |
| 3    | Evelin Jahl         | Allemagne de l'Est | 1976–1980 | 2  | 0      | 0      | 2     |
| 3    | Valarie Allman      | États-Unis         | 2021-2024 | 2  | 0      | 0      | 2     |
| 5    | Lillian Copeland    | États-Unis         | 1928–1932 | 1  | 1      | 0      | 2     |
| 5    | Tamara Press        | Union soviétique   | 1960–1964 | 1  | 1      | 0      | 2     |
| 7    | Natalya Sadova      | Russie             | 1996–2004 | 1  | 1      | 0      | 2     |
| 8    | Lia Manoliu         | Roumanie           | 1960–1968 | 1  | 0      | 2      | 3     |
| 9    | Elina Zverava       | Biélorussie        | 1996–2000 | 1  | 0      | 1      | 2     |
| 10   | Maria Vergova       | Bulgarie           | 1976–1980 | 0  | 2      | 0      | 2     |
| 10   | Anastasía Kelesídou | Grèce              | 2000–2004 | 0  | 2      | 0      | 2     |
| 12   | Jadwiga Wajs        | Pologne            | 1932–1936 | 0  | 1      | 1      | 2     |
| 12   | Tsvetanka Hristova  | Bulgarie           | 1988–1992 | 0  | 1      | 1      | 2     |
| 14   | Iryna Yatchanka     | Biélorussie        | 2000–2004 | 0  | 0      | 2      | 2     |

### Record olympique
| Marque  | Athlète              | Lieu        | Date              | Record |
| ------- | -------------------- | ----------- | ----------------- | ------ |
| 35,56 m | Grete Heublein       | Amsterdam   | 31 juillet 1928   |        |
| 36,33 m | Lillian Copeland     | Amsterdam   | 31 juillet 1928   |        |
| 39,17 m | Halina Konopacka     | Amsterdam   | 31 juillet 1928   |        |
| 39,62 m | Halina Konopacka     | Amsterdam   | 31 juillet 1928   | WR     |
| 40,12 m | Ruth Osburn          | Los Angeles | 3 août 1932       |        |
| 40,58 m | Lillian Copeland     | Los Angeles | 3 août 1932       |        |
| 44,69 m | Jadwiga Wajs         | Berlin      | 4 août 1936       |        |
| 47,63 m | Gisela Mauermayer    | Berlin      | 4 août 1936       |        |
| 50,84 m | Nina Romashkova      | Helsinki    | 20 juillet 1952   |        |
| 51,42 m | Nina Romashkova      | Helsinki    | 20 juillet 1952   |        |
| 51,74 m | Irina Beglyakova     | Melbourne   | 23 novembre 1956  |        |
| 52,04 m | Olga Fikotová        | Melbourne   | 23 novembre 1956  |        |
| 52,54 m | Irina Beglyakova     | Melbourne   | 23 novembre 1956  |        |
| 53,69 m | Olga Fikotová        | Melbourne   | 23 novembre 1956  |        |
| 55,10 m | Nina Romashkova      | Rome        | 5 septembre 1960  |        |
| 55,17 m | Yevgeniya Kuznetsova | Tokyo       | 19 octobre 1964   |        |
| 55,90 m | Lia Manoliu          | Tokyo       | 19 octobre 1964   |        |
| 57,21 m | Ingrid Lotz          | Tokyo       | 19 octobre 1964   |        |
| 57,27 m | Tamara Press         | Tokyo       | 19 octobre 1964   |        |
| 58,28 m | Lia Manoliu          | Mexico      | 18 octobre 1968   |        |
| 61,58 m | Argentina Menis      | Munich      | 9 septembre 1972  |        |
| 62,64 m | Tamara Danilova      | Munich      | 10 septembre 1972 |        |
| 64,28 m | Argentina Menis      | Munich      | 10 septembre 1972 |        |
| 65,06 m | Argentina Menis      | Munich      | 10 septembre 1972 |        |
| 66,62 m | Faïna Melnyk         | Munich      | 10 septembre 1972 |        |
| 66,68 m | Gabriele Hinzmann    | Montréal    | 28 juillet 1976   |        |
| 69,00 m | Evelin Schlaak       | Montréal    | 28 juillet 1976   |        |
| 69,76 m | Evelin Schlaak       | Moscou      | 1er août 1980     |        |
| 69,96 m | Evelin Schlaak       | Moscou      | 1er août 1980     |        |
| 71,84 m | Martina Hellmann     | Séoul       | 29 septembre 1988 |        |
| 72,30 m | Martina Hellmann     | Séoul       | 29 septembre 1988 |        |

## Anciennes épreuves
Une épreuve de lancer du disque « style antique » s'est déroulée en 1908 à Londres, et une épreuve du « lancer du disque à deux mains » est apparue lors des Jeux olympiques de 1912 à Stockholm.

### Lancer du disque - style antique
| Édition | Or                            | Argent                     | Bronze                        |
| ------- | ----------------------------- | -------------------------- | ----------------------------- |
| 1908    | Martin Sheridan (USA) 38,00 m | Marquis Horr (USA) 37,32 m | Verner Järvinen (FIN) 36,48 m |

### Lancer du disque à deux mains
| Édition | Or                          | Argent                        | Bronze                       |
| ------- | --------------------------- | ----------------------------- | ---------------------------- |
| 1912    | Armas Taipale (FIN) 82,86 m | Elmer Niklander (FIN) 77,96 m | Emil Magnusson (SWE) 77,37 m |